# جاي جاي أندرسون
جاي جاي أندرسون (بالإنجليزية: J. J. Anderson)‏ مواليد 23 سبتمبر 1960 في شيكاغو، هو مدرب كرة سلة أمريكي ولاعب سابق. بدأ مسيرته الاحترافية في سنة 1982. تم اختياره من قبل فريق فيلادلفيا سفنتي سيكسرز خلال الدرافت. يبلغ طوله 6 قدم 8 بوصة (2.0 م). اعتزل اللعب في 1999.

## المسيرة الاحترافية
لعب مع فيلادلفيا سفنتي سيكسرز في سنة 1982، ثم لعب مع يوتا جاز من سنة 1982 إلى 1985، ثم لعب مع سرقسطة في الدوري الإسباني في موسم 1991–1992، ثم لعب مع أريس في موسم 1992–1993، ثم لعب مع أماتوري أوديني في موسم 1993–1994، ثم لعب مع بالاكانسترو كانتو في الدوري الإيطالي في موسم 1994–1995، ثم لعب مع ساسكي باسكونيا في الدوري الإسباني في موسم 1995–1996.

## روابط خارجية
- جاي جاي أندرسون على موقع إن بي أي (الإنجليزية)
- جاي جاي أندرسون على موقع سبورتس رفرنس (الإنجليزية)
- جاي جاي أندرسون على موقع الدوري الإسباني لكرة السلة (الإسبانية)
- جاي جاي أندرسون على موقع كرة السلة الأوروبية.كوم (الإنجليزية)
- جاي جاي أندرسون على موقع كلية كرة السلة في سبورتس رفرنس.كوم (الإنجليزية)
- جاي جاي أندرسون على موقع ريلجم (الإنجليزية)
- جاي جاي أندرسون على موقع بروبوليرز (الإنجليزية)
- جاي جاي أندرسون على موقع سبورتس رفرنس (الإنجليزية)
- جاي جاي أندرسون على موقع سبورتس رفرنس (الإنجليزية)